# Злочин лорда Артура Севайла
«Злочин лорда Артура Севайла» (англ. Lord Arthur Savile's Crime) — оповідання ірландського письменника Оскара Вайлда, яке висміює вікторіанське почуття обов'язку, а також містить сатиру на аристократію як взірця моральності для суспільства.
Оповідання вперше надруковано у травні 1887 року на сторінках журналу «The Court and Society Review», а вже 1891 року розповідь увійшла до збірки «Злочин лорда Артура Севайла та інші історії». На написання твору Вайлда надихнув друг сім'ї та хіромант Едвард Герон Аллен, який 1885 року навіть склав гороскоп для його сина Сиріла. Також згодом хіромант на ім'я Кейро згадав у своїх мемуарах про те, як 1883 року у нього випала можливість прочитати по руці Вайлдову долю.

## Сюжет
Розділ 1
Леді Віндермір проводить останній перед Великоднем прийом у своєму маєтку, куди навідуються люди з аристократичних кіл. Гостей розважає хіромант містер Поджерс, який ворожить на руці усіх охочих та пророкує їхнє майбутнє. Коли надходить черга Артура Севайла, хіромант раптом блідне і замовкає, але зрештою пророкує лордові подорож та смерть одного з родичів. Лорд Артур, однак, помічає збентеження хіроманта та вимагає почути правду. За значну винагороду хіромант таки розповідає лордові, що насправді вдалося побачити на його руці.
Розділ 2
Через декілька хвилин засмучений лорд Артур Севайл вибігає з дому леді Віндермір. Річ у тім, що хіромант побачив на його долоні те, як він вчиняє душогубство. Охоплений жахом, лорд занурюється у власні думки та блукає вулицями Лондона.
Розділ 3
Лорд Артур Севайл відкладає своє весілля з Сибіл Мертон, позаяк не бажає одружуватися, коли над ним нависає тінь убивства. Вирішивши, що спочатку йому слід вчинити напророчений злочин, він складає список своїх знайомих та родичів, але зупиняє свій вибір на старій леді Клементін, яку вирішує отруїти аконітином. Він дарує старенькій срібне пудельце з піґулкою аконітину всередині, яку радить прийняти як ліки при наступному нападі печії.
Розділ 4
Лорд Артур Севайл відвідує Венецію, але вже через кілька тижнів отримує телеграму, яка повідомляє про раптову смерть леді Клементін. Повернувшись до Лондона, лорд Артур дізнається, що леді Клементін написала заповіт і залишила йому невеличкий будинок. Розбираючи речі в успадкованому будинку, він знаходить пудельце з піґулкою аконітину і розуміє, що леді Клементін померла власною смертю, тому знову виникає потреба у новій жертві.
Розділ 5
Завдяки одному російському нігілісту лорду Артуру вдається роздобути годинник з вибухівкою та переслати його своєму далекому родичу, настоятелю собору в Чичестері. На жаль, спроба вбивства виявилася провальною, позаяк годинник замість смертельного вибуху тільки час від часу димів. Лорд Артур вже втрачає будь-яку надію на весілля з Сибіл, коли раптом зустрічає на набережній хіроманта Поджерса та штовхає його у Темзу. Виконавши веління долі, лорд Артур навідується до своєї коханої Сибіл з пропозицією щонайшвидше одружитися.
Розділ 6
Декілька років по весіллю, коли у пари з'явилося двійко діток, до них в гості приїжджає леді Віндермір, яка зауважує, що містер Поджерс був насправді шарлатаном. Лорд Артур, однак не дозволяє нікому кепкувати з хіромантії, позаяк, за його словами, він зобов'язаний їй своїм щастям у житті…

## Переклад українською
Перший український переклад твору здійснив Ілько Корунець.

## Адаптації

### Кіно
- «Злочин лорда Артура Севайла» (1922) (фр. Le Crime de Lord Arthur Savile) — німе кіно французького режисера Рене Ервіля;
- «Плоть і фантазія»[en] (1943) — американський фільм режисера Жульєна Дювів'є.

### Телебачення
- «Злочин лорда Артура Севайла» — 15 епізод телесеріалу «Підозра»[en];
- «Дамокл»[fr] — французький телевізійний фільм.

### Опера
- «Злочин лорда Артура Севайла» (1972) — опера Джефррі Буша;
- «Злочин лорда Артура Севайла» (1991) — опера Едвіна Карра;